# کالج همیلتون
کالج همیلتون (به انگلیسی: Hamilton College (New York)) یک کالج هنرهای آزاد در ایالات متحده آمریکا است که در ایالت نیویورک واقع شده‌است. رتبه‌بندی سالانه توسط خبرنامه ایالات متحده و گزارش جهانی، همیلتون را در گروه «رقابتی‌ترین ها» برای پذیرش دسته‌بندی می‌کند، و این کالج را به رتبهٔ ۱۲ برای «بهترین آموزش کارشناسی» در میان کالج‌های ملی هنرهای لیبرال قرار می‌دهد. کالج همیلتون یکی از بزرگترین موقوفات مالی در میان دانشگاه‌های آمریکا را در اختیار دارد. همیلتون، از جهت موقوفات مالی، در میان موسسات هنری لیبرال در رتبهٔ ۱۱ و در میان همه دانشکده‌ها و دانشگاه‌های ایالات متحده در رتبهٔ ۳۴ قرار دارد.